# 越南南方人民解放武装力量
越南南方人民解放武装力量（越南语：／）是越南南方民族解放阵线和越南南方共和国临时革命政府的武装力量。虽然不属于越南人民军，但受越南劳动党南方局的领导指挥，在政治上与军事上受控于河内方面。

## 历史
1956年6月，越南劳动党政治局做出关于南方局势、任务及工作的决议：“维持并扩大那些武装力量到一定程度，但是那些力量必须放在党的领导下才能维持、扩大”，“需要强化现有的武装力量和半武装力量，以基地建设为基础，同时建设强大的群众基础，作为维持并扩大武装力量的条件”。1956年12月，越南劳动党南方局做出关于自卫武装力量的组织及运行方式的决议，对维持并扩大南方自卫武装力量具有决定性意义。
1959年1月召开的二届十五中全会议决定“将南方从帝国和封建中解放出来”。1959年5月，成立第559团，负责“胡志明小道”。1959年，设立一支负责海上向南方补给的部队。1959年内，原第338师的大批骨干从河内西南50公里外的春梅地区的农业社南下，“向南方进军”。
1960年同起运动中出现三种建军形式：
- 各区的各部队
- 各省、县的武装队
- 各乡的游击队、自卫队

但是各地方的组织形式和名称尚未统一，指导、指挥尚未严谨。统一组织领导建军、战斗、工作成为紧迫的客观需求。1960年12月20日，劳动党中央政治局指示南方的共产党组织成立“越南南方民族解放阵线”(NLF)，主席为阮友寿；南方革命武装力量称“越南南方解放军”。1961年1月，总军委做出成立越南南方解放军的指示：“越南南方解放军是越南人民军队的一部分，由党创立、建设、教育、领导……”，按照主力军、地方军、游击军三种模式组织。其活动方针为“抓紧符合实际情况和能力并拥有应对突发事件的足够条件，以集中单位建设为主，同时特别重视地方部队和游击队的建设”。主要由南越本地越共组成。
1961年2月15日在革命武装力量统一的基础上，在D战区正式组建越南南方人民解放武装力量。1961年底，越南南方人民解放武装力量有11个营，24,500人，还有100,000民兵。领导人为陈文茶、黄文泰、黎仲迅、黎德英、阮氏锭，在东南部和四战区建立了五个团作为第一批主力部队，以中小规模的作战，加大作战力度，典型战例是1963年1月北村大捷，南方局开展了“学习北村，杀敌立功”运动。主要任务是抗拒南越总统吴庭艳残酷镇压农村的越共同情分子。1963年发展到64,000人，将原来两个骨干营扩建为第1团和第2团。1964年又成立了第3团。
1964年，在南部成立一个主力炮兵团、两个步兵团，在第九军区成立第四炮兵团。从北方派遣到西原地区的两个团。三个战略区域的战斗能力得以提升。从连级、营级的集中作战升级为团级作战，典型范例是1964年平也大捷，用两个团打败美越军“直升机空运”、“装甲车运送”战术；同帅战役、巴嘉战役等。粉碎了肯尼迪发动的“特种战争”。
为了挽救战场败局，美国于1964年8月发动东京湾事件，全面地毯式轰炸北越的城市乡村，在南越投入了五十多万美军地面部队，升级为全面介入的“局部战争”。参战美军与南越军总兵力是越南南方人民解放武装力量的7倍。1965年仍然保持了3倍优势。1965年至1966年，南方解放军从九个团力量发展到六个师，在各战场上集中主力部队机动作战，并与游击队广泛活动相结合。1968年戊申春节攻势，彻底挫败了“局部战争”，迫使美国相继宣布在北越“部分停炸”、“全面停炸”，在巴黎与越共进行和平谈判。
1969年尼克松上台后，实施“越南化战争”，目的是美军逐步从越南南方撤军，南越军担任主要作战力量，“亚洲人打亚洲人”。南方解放军在有生力量、物质保障、后勤方面遇到困难；胡志明主席发表公开信呼吁全国军民下决心“为独立自由、打得美滚伪倒”而战。1969年4月，政治局做出关于新形势和任务的决议，动员南北方军民进攻取得决定性胜利。中央军委着力建设南方解放军主力部队并将北方许多主力部队投送到南方战场。从1969年至1971年，南方解放军还积极与老挝、柬埔寨两国军民配合作战，连续取得胜利，改变了印度支那三国战局。
南方解放军在广治、顺化、东南部、西原等地区进行战略进攻并取得重大胜利背景下，1973年1月美国签署巴黎协议，美军从越南南方彻底撤军。1973年10月，政治局决定将南方主力部队升级合编为师级部队。1974年，越南南方人民解放武装力量达到了200,000人，其中90,000来自北越。政治局下决心发动1975年春季总进攻和崛起。经西原、广治和顺化、顺化和岘港、春禄等战役，尤其是胡志明战役取得彻底的胜利，完全解放南方、统一祖国。
越南统一后，1976年越南南方人民解放武装力量并入了越南人民军。

## 领导人

### 司令员
| 序号. | 姓名       | 任期             | 其他任职                                                                                             |
| ----- | ---------- | ---------------- | --- |
| 1     | 陈文光少将 | 1961年–1963年    | 1965年任平治天战区司令兼政委。1966年底任第4军区副司令。1968年任广治一承天一顺化前线司令              |
| 2     | 陈文茶     | 1963年–1967年    | 南方局军委副书记（1968年–1972年）                                                                    |
| 3     | 黄文泰     | 1967年1月–1973年 | 南方局副书记兼南方局军委副书记（1967–1973）, 1966年8月-1967年1月任南部第5军区司令兼政委、5区区委书记 |
| 4     | 陈文茶     | 1973–1975        | 南方局军委副书记（1968年–1972年）                                                                    |

### 政委
| 序号. | 姓名   | 任期          | 其他任职 |
| ----- | ------ | ------------- | --- |
| 1     | 范太平 | 1961年–1962年 | 9区区委书记（1969年–1974年）, 南方局常委（1965年–1974年）                                                                   |
| 2     | 陈南忠 | 1962年–1964年 | 南方局常委（负责军事）、越南南方民族解放陣線国防委员（1961年–1976年） 越南南方共和国临时革命政府国防部部长（1969年–1976年） |
| 3     | 阮志清 | 1964年–1967年 | 南方局书记（1964年–1967年）                                                                                                 |
| 4     | 范雄   | 1967年–1975年 | 南方局书记（1967年–1975年）                                                                                                 |

### 参谋长
| 序号. | 姓名                   | 任期          | 其他任职                                                                     |
| ----- | ---------------------- | ------------- | ---------------------------------------------------------------------------- |
| 2     | 黎德英                 | 1964年–1969年 | 南方人民解放武装力量参谋长（1964–1969, 1974–1975）, 第九军区司令(1969–1974） |
| 3     | 阮明州                 | 1969年–1970年 | 第5军区司令（1963年–1969年）                                                 |
| 4     | 黃琴                   | 1970年–1974年 | 第9军区司令                                                                  |
| 5     | 阮明州（曾译“阮明珠”） | 1974年–1975年 |                                                                              |

## 战斗序列

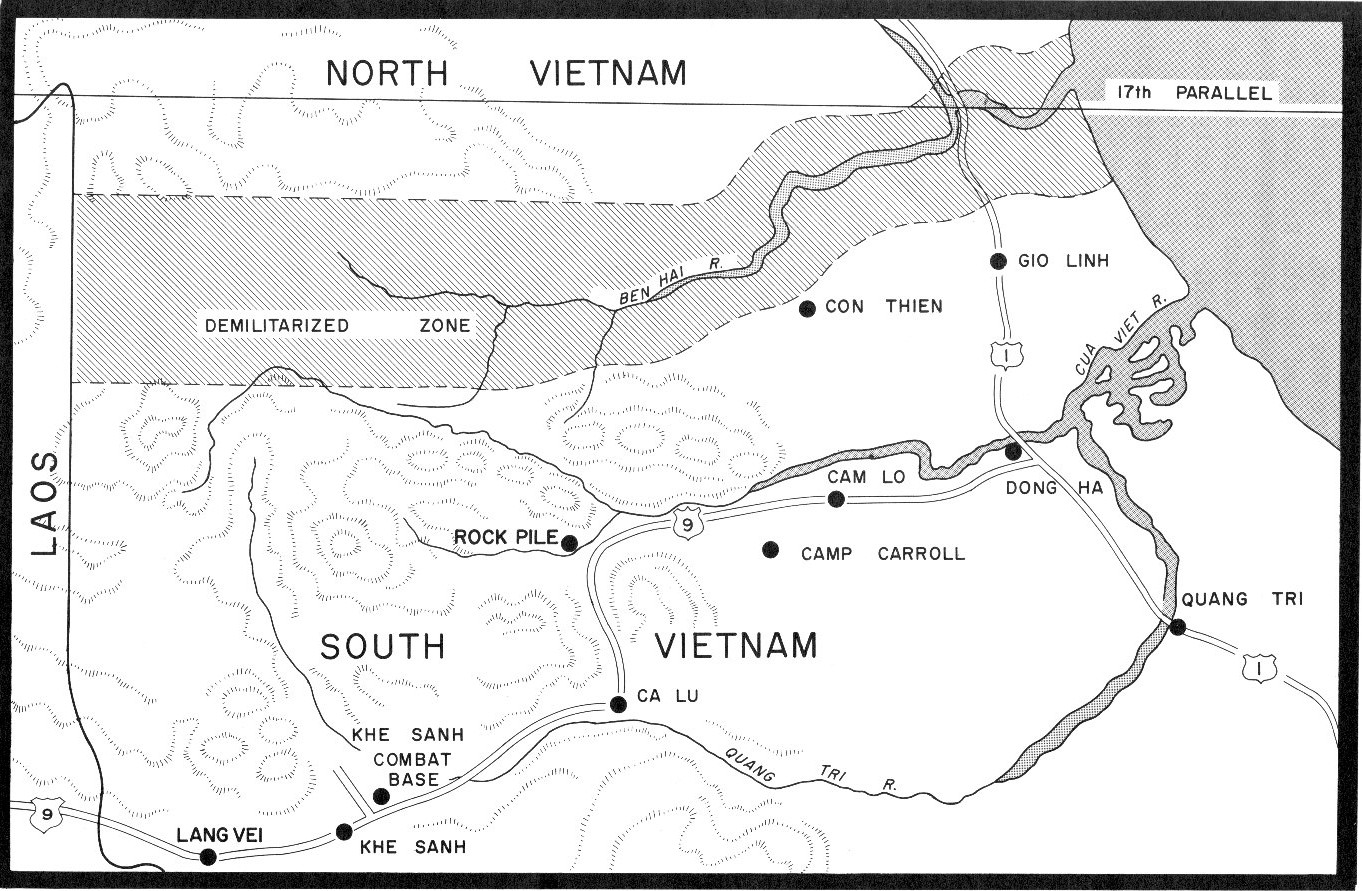
17度线非军事区

如果与北越的越南人民军番号相同，则增加后缀字母 B.
- 第一师 (越共) ：西原
- 第二师 (越共) ：中南海岸
- 第三师 (越共) ：金星师
- 第四师 (越共) ：南方主力
- 第五师 (越共) ：湄公河三角洲
- 第六师 (越共) ：东南区
- 第七师 (越共) ：南方主力
- 第八师 (越共) ：湄公河三角洲
- 第九师 (越共) ：南方主力
- 第十师 (越共) ：西原
- 第303师  ：南方主力
- 第304B师
- 第308B师
- 第324B师
- 第325师 （西原地區主要作戰力量）
- 特工第100师

南越的越共划分为五个战场（直译为“陣線”)。其中从慶和省（金兰湾所在）与西原到北緯17度線的四个战场虽然仍是越南南方人民解放武装力量的番号，但直接由越南人民军总部指挥。而B2战场由越南劳动党南方局、越南南方人民解放武装力量总部指挥。1961年，越南劳动党第三次代表大会决定，战斗地区命名方式为：越南北方A、越南南方B、老挝C、柬埔寨K。南越从慶和省向北到北緯17度線为B1战场，从寧順省到金甌省为B2战场，分别由越南人民军总部与越南南方人民解放武装力量总部领导指挥。B1战场辖1个军区（第五军区），B2战场辖5个军区（第6-第10军区）。战场直属部队为野战机动部队；军区负责领导地方武装。

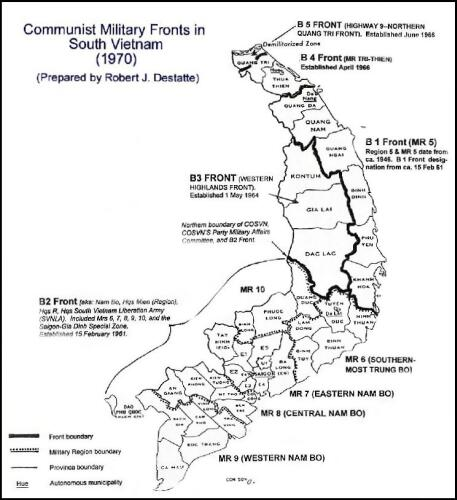
1970年南越的越共战场与军区划分

1966年，B1战场已经分解为B1、B3、B4、B5战场，辖2个军区。此外，在一些重要作战方向还设立了临时性的战场指挥机关，如：B.702战场 (1971年老挝南部的九号公路战役), C.702战场（1972年川圹省石缸平原）.
- B1战场：1961年初设立。对应于越南共和国陆军的第一军区与第二军区。1964年5月，西原的3个省份：嘉莱省、昆嵩省、多乐省独立为B3战场。1966年4月，广治省与承天省独立为B4战场(Trị Thiên)。至此B2战场包含中部沿海省份，从岘港到慶和省。
  - 第五军区：1961年组建，以抗法战争时的五联区为基础。辖南中部与西原的省份：广治省、承天省、 岘港、广南省、广义省、平定省、富安省、昆嵩省、嘉莱省。由越南人民军总部指挥。首任司令员兼政委阮惇。1963年10月，第六军区的庆和省与得乐省划入。1964年5月，西原省份分立为B3战场。1966年4月，广治省与承天省分立为B4战场。
- B2战场：1961年初设立。对应于越南共和国陆军的第三军区与第四军区。由越南劳动党南方局、越南南方人民解放武装力量总部指挥。辖第6-第10军区。[8]
  - 第一军区：1961年组建，以东部联区为基础。也称东部军区。辖南东省份。首任司令员阮友钏 (三建国)。1961年底，福隆省与第六军区的广德省、林同省首次组建第十军区。1967年10月25日，南方局决定撤销第一军区和西贡军区，设立7个重点区（Khu trọng điểm）与直属的巴地省、西宁省。1972年，重建了东部军区。1974年改称第七军区。
  - 第二军区/第八军区：1961年组建，以八联区为基础。辖：新安省、美荻省, 鹅贡省、龙川省、朱笃省、沙沥省、槟知省。首任司令员：黎國產  (三方)，首任政委阮明堂。1974年改名为第八军区。1975年撤销。
  - 第三军区/第九军区：1961年组建，以西联区为基础。辖永隆省、茶荣省、芹苴省、朔庄省(包含薄寮省部分)、迪石省、金瓯省(包含薄寮省部分)、河僊省。首任司令员阮诚书(十恳), 首任政委阮文𡮣(三松)。1974年改称第九军区。
  - 第四军区：1961年组建。也称西贡-嘉定军区。原为抗法时期的西贡-堤岸特区（Đặc khu Sài Gòn - Chợ Lớn）。首任司令员陈海奉。1967年10月25日，南方局决定撤销第一军区和西贡军区，设立7个重点区（phân khu）。1972年，重建了西贡-嘉定军区。1974年改称西贡城队（Thành đội）。
  - 第六军区：1961年组建，以抗法时期的五联区为基础。包括南中部与西原，辖庆和省、宁顺省、平顺省、得乐省、广德省、宣德省、林同省。首任司令员Y Blok Êban。1961年底，广德省与林同省、福隆省，首次组建第十军区。1963年10月，第十军区撤销，恢复为以前的省；同时，庆和省与得乐省组建为第四军区。1966年，广德省与福隆省以及第七军区的平隆省重新组建第十军区。1971年，第十军区撤销。[9]
  - 第七军区：1967年10月25日，南方局决定撤销第一军区和西贡军区，设立7个重点区（Khu trọng điểm）与直属的巴地省、西宁省。1968年3月，在四区（西贡市区东南部）与七区、巴地省重建第七军区。1971年4月第七军区撤销，恢复了四区与巴地省，七区并入了五区。1972年，重建了西贡-嘉定军区与东部军区。1974年改称第七军区。
  - 第十军区：1961年底，广德省、林同省、福隆省3个省首次组建第十军区。1963年10月，第十军区撤销，恢复为以前的省。1966年，广德省与福隆省以及第七军区的平隆省重新组建第十军区。1971年4月，第十军区撤销。
- B3战场：1964年5月，西原的3个省份：嘉莱省、昆嵩省、多乐省独立为B3战场。西原的林同省、宣德省、富本省不属于B3战场。首任司令员阮正大校, 首任政委段奎大校[10] B3战场对应于越南共和国陆军第二军区的西部。
- B4战场：1966年4月从B1战场分离，辖广治省与承天省，即“平治天”地区。首任司令员兼政委黎掌少将。
- B5战场：组建于1964年6月，辖广治省北部与九号公路地区。即“治天顺化”地区。与北越的永灵特区隔滨海河对峙。首任司令员武南弄，首任政委阮春黄。[11]